# Carboximetilcisteína
La S-carboximetilcisteína es un fármaco expectorante que se prescribe para procesos bronquiales donde al paciente le sea difícil expulsar la flema.

## Descripción
Es un fármaco que se encuadra en la categoría de los medicamentos mucolíticos. Posee el número CAS de registro 2387-59-9 y tiene el nombre químico S-(Carboximetil)-1-Cisteína. También se le conoce como carbocisteína. La carboximetilcisteína es un aminoácido dibásico con la fórmula molecular C5H9NO4S y con un peso molecular de 179.2.

## Farmacología
La carboximetilcisteína es un mucorregulador en los trastornos de las vías respiratorias cuando exista un aumento en la producción y la viscosidad del moco.

## Mecanismo de acción
Se considera que la carboximetilcisteína modifica la síntesis de las glucoproteínas del moco, disminuyendo la producción de fucomucinas y elevando la de las sialoglucoproteínas que poseen un pH menor. Estas proteínas permiten que los cilios bronquiales hagan mejor su labor. Según últimos estudios, las sialomucinas pudieran tener un cierto efecto desinflamatorio de la mucosa, por lo que también tiene cierta eficacia en otitis y sinusitis.

## Farmacocinética
Tras la administración oral el fármaco se absorbe rápidamente y sus máximas concentraciones en suero se alcanzan en 2 horas aproximadamente. El fármaco penetra el tejido pulmonar y el moco respiratorio lo que ha llevado a pensar que tiene acción local. La droga experimenta acetilación, después descarboxilación y posteriormente sulfoxidación durante el metabolismo interno. La mayor parte del fármaco se excreta por vía renal.

### Metabolitos secundarios
Un metabolito glucuronoconjugado puede detectarse en dos tercios de los humanos en que se ha examinado el metabolismo del medicamento. Este remanente no posee actividad farmacológica conocida.

## Precauciones especiales
Niños menores de un año deben evitar tomar el medicamento, así como también personas con principios de úlcera péptica o úlcera duodenal. Las mujeres en período de lactancia o embarazadas deben hablar con su médico para conocer si los beneficios del medicamento sobrepasan los riesgos de tomarlo.[cita requerida]

## Reacciones adversas conocidas
Los efectos secundarios regularmente se confinan a eventos gastrointestinales. Náuseas, sangrado gastrointestinal, mareo, insomnio y hasta cefaleas.